# Idaea grisea
Idaea grisea là một loài bướm đêm trong họ Geometridae.